# Barone di Arundel
Barone di Arundel è un titolo nobiliare creato durante il Regno d'Inghilterra.
Il primo barone fu John FitzAlan, I barone di Arundel, che ricevette il nuovo titolo il 4 agosto 1377. Egli era sposato con Eleanor Maltravers erede al trono del re Edoardo III d'Inghilterra e prima baronessa di Maltravers.
La baronia divenne successivamente contea di Arundel.